# Cumbre Nueva
Die Cumbre Nueva (deutsch: Junger Höhenrücken) ist ein etwa 10 Kilometer langer Gebirgszug im Zentrum der zu Spanien gehörigen Kanarischen Insel La Palma mit einer Höhe von bis zu 2044 m. Entgegen dem Namen Cumbre Nueva ist dieser Teil der Insel wesentlich älter als die Cumbre Vieja.

## Lage
Die Cumbre Nueva verbindet in Nord-Süd-Richtung in einem leichten Rechtsbogen die Caldera de Taburiente mit der Cumbre Vieja, auf die sie am Refugio El Pilar stößt. An die Caldera schließen der Pico Corralejo (2044 m) und der Pico Ovejas (1854 m) an; den südlichen Teil der Cumbre Nueva bildet ein Grat auf beinahe gleicher Höhe (mehr als 1400 m).
Durch die Cumbre Nueva führen zwei Straßentunnel als kürzeste Verbindungen zwischen der Ostseite  mit der Inselhauptstadt Santa Cruz de La Palma und den Gemeinden Los Llanos de Aridane, El Paso und Tazacorte auf der Westseite. Vor der Motorisierung war der über den Pass  El Reventón (1416 m) führende Camino Real der wichtigste und kürzeste Verbindungsweg.  Dieser ist heute ein Wanderweg. Eine (heute als LP-301 asphaltierte) Fahrstraße überwindet die Cumbre nahe dem Refugio El Pilar auf 1470 Höhenmetern. In etwa auf dem Rücken der Cumbre Nueva verläuft eine unbefestigte Forststraße sowie der südliche Teil des über die Caldera  de Taburiente führenden Fernwanderwegs GR 131.

## Klima
Zusammen mit der Caldera de Taburiente und der Cumbre Vieja teilt die Cumbre Nueva die Insel in zwei klimatisch unterschiedliche Hälften. Ein für die Cumbre Nueva typisches Phänomen wird als Cascada de nubes („Wolkenwasserfall“) bezeichnet. In einer Höhe von etwa 1450 Metern wälzen sich aus Osten kommende Passatwolken über den Bergkamm und lösen sich auf der Westseite auf.

## Geologie
Die Cumbre Nueva ist vulkanischen Ursprungs. Die Vulkane gelten als erloschen. Die aufgrund eines Einsturzes entstandene Westseite ist steiler als die Ostseite, die von vielen kleinen Barrancos (Schluchten) zerfurcht wird. Anders als der Name vermuten lässt, ist die Cumbre Nueva geologisch älter als die Cumbre Vieja.